# 보비 리처드슨
로버트 클린턴 리처드슨 주니어(Robert Clinton Richardson, Jr., 1935년 8월 19일 ~ )는 미국의 전 프로 야구 선수로, 뉴욕 양키스에서 1955년부터 1966년까지 메이저리그(MLB)에서 2루수로 활약하였다. 우타우투였던 그는 동료 내야수인 클리트 보이어(Clete Boyer), 토니 쿠벡(Tony Kubek)과 함께 탁월한 병살 플레이 조합을 이뤘다. 1960년 월드 시리즈에서 뛰어난 활약을 펼쳤음에도 팀이 패배한 가운데 시리즈 최우수선수(MVP)로 선정되며, 패배한 팀에서 월드 시리즈 MVP를 수상한 유일한 선수가 되었다. 1962년에는 아메리칸 리그(AL)에서 최다 안타(209개)를 기록했으며, 월드 시리즈 마지막 경기에서 윌리 맥코비(Willie McCovey)의 직선타를 잡아내며 뉴욕 양키스에 우승을 안겼다.
사우스캐롤라이나주 섬터(Sumter) 출신인 리처드슨은 1942년 영화 《The Pride of the Yankees》를 보고 뉴욕 양키스에서 뛰는 것을 꿈꾸며 성장했다. 메이저리그 16개 구단 중 11곳으로부터 관심을 받았고, 결국 양키스와 계약하며 2년 후 메이저리그에 데뷔했다. 1957년에는 주전으로 발탁되어 첫 올스타전에 출전했지만, 시즌 후반에는 2루수 자리를 길 맥더걸드에게 내주며 1958년까지는 주로 백업 선수로 뛰었다. 1959년에 이르러서야 2루수로서 정규 선발 자리를 차지했다.
1960년 피츠버그 파이리츠와의 월드 시리즈에서 뉴욕 양키스는 7차전 끝에 패했지만, 리처드슨은 타율 .367, 12타점을 기록하며 시리즈 MVP로 선정되었다. 그는 이후 두 차례 월드 시리즈(1961, 1962)에서 연속으로 우승을 거두었고, 1962년 시리즈 마지막 순간 맥코비의 강습 타구를 잡아내 우승을 확정지었다. 이 장면은 《더 스포팅 뉴스(The Sporting News)》가 1999년 선정한 야구 역사상 13번째로 기억에 남는 장면으로 꼽히기도 했다.
1961년부터 1965년까지 리처드슨은 5년 연속으로 골드글러브 상을 수상하며 수비 능력을 인정받았다. 1962년부터 1966년까지는 매년 올스타전에도 출전했다. 1963년에는 루 게릭 기념상(Lou Gehrig Memorial Award)을 수상했고, 1963년과 1964년에도 월드 시리즈에 출전했다. 그는 메이저리그 마지막 두 시즌(1965, 1966)에도 각각 164안타와 153안타를 기록하는 등 꾸준한 활약을 보였으나, 1966 시즌 이후 31세의 나이로 은퇴하여 가족과 더 많은 시간을 보내기로 결심했다. 뉴욕 양키스는 시즌 말미에 리처드슨을 위한 헌정 행사를 열었으며, 그는 그렇게 팀 역사상 10번째로 그런 영예를 받은 선수가 되었다.
은퇴 이후 리처드슨은 대학 야구 코치로 활동하며 지도자의 길을 걸었다. 그는 1975년 사우스캐롤라이나대학교를 창단 이래 최초로 대학 월드시리즈(College World Series)에 진출시켰으며, 이후 학교 야구 프로그램의 기틀을 마련했다. 1986년에는 코스털캐롤라이나대학교 야구팀을 이끌고 빅 사우스 콘퍼런스(Big South Conference) 우승을 차지했고, 1987년부터 1990년까지는 리버티대학교에서 코치를 맡았다.
1976년에는 사우스캐롤라이나 제5선거구의 공화당 후보로 미국 하원 선거에 출마했으나, 현역 의원 케네스 홀랜드에게 패배하였다. 독실한 기독교 신자인 리처드슨은 현역 시절부터 다양한 기독교 단체 활동에 적극적으로 참여했다. 1970년에는 기독교 청년 운동 단체인 ‘Fellowship of Christian Athletes’를 대표하여 백악관에서 연설했고, 빌리 그레이엄의 복음 전도 집회(Crusades)에도 다섯 차례나 참가했으며, 은퇴 후에도 교회 및 여러 단체에서 자주 연설자로 활동했다.